# Chelonus sternatus
Chelonus sternatus är en stekelart som först beskrevs av Vladimir Ivanovich Tobias 1964.  Chelonus sternatus ingår i släktet Chelonus och familjen bracksteklar. Inga underarter finns listade i Catalogue of Life.